# Supercoppa di Lettonia
La Latvijas Superkauss (in italiano "Supercoppa di Lettonia") è una competizione calcistica lettone.
La prima edizione si è svolta nel 2013 tra i vincitori del campionato e della coppa nazionale.

## Storia
La competizione ha preso il via nel 2013, con la vittoria del Daugava nei confronti dello Skonto.

## Albo d'oro
| Anno          | Stadio                                     | Finale               | Finale    | Finale                         |
| Anno          | Stadio                                     | Campione di Lettonia | Risultato | Vincitore della Latvijas kauss |
| ------------- | ------------------------------------------ | -------------------- | --------- | ------------------------------ |
| 2013 Dettagli | Celtnieks Stadium, Daugavpils 9 marzo 2013 | Daugava              | 4 - 1     | Skonto                         |

## Record

### Vittorie per club
| Club    | Vittorie | Annate | Edizioni perse |
| ------- | -------- | ------ | -------------- |
| Daugava | 1        | 2013   |                |
| Skonto  | 0        |        | 2013           |